# روکاگورجا
روکاگورجا (به ایتالیایی: Roccagorga) یک کومونه در ایتالیا است که در استان لاتینا واقع شده‌است. روکاگورجا ۲۴٫۰ کیلومتر مربع مساحت و ۴٬۵۸۷ نفر جمعیت دارد و ۲۸۷ متر بالاتر از سطح دریا واقع شده‌است.